# Jacek Sawaszkiewicz
Jacek Sawaszkiewicz (Szczecin, 1947. szeptember 10. – Szczecin, 1999. június 11.) lengyel tudományos-fantasztikus író, szatirikus író.

## Élete
A szczecini Kommunikációs Műszaki Főiskolán tanult, ezután 1968-tól az Elektromet szövetkezetben volt technikus. 1968 és 1970 közt sorkatonai szolgálatot teljesített, majd szülővárosában a városi katonai törzsnél mint műszaki ellenőr kezdett dolgozni. Később dolgozott a polgári védelemnél is. 1979-ben Stargardba költözött. 1975-től kizárólag az irodalommal foglalkozott.
Első sci-fi-műve a Sanatorium című novella volt 1972-ben, első önálló kötete a Czekając című antológia 1978-ban. Legismertebb alkotása a Kronika Akaszy című sorozat. Novellái a Młodego Technika, Morza i Ziemi, Razem, Odgłosów, Politechnika, Nurtués a Fantastyka című magazinokban jelentek meg. A Karuzela magazin és a Lengyel Rádió szczecini részlege munkatársa volt.
Első megjelent munkái tipikus fantasztikus történetek az 1960-as évek stílusában. Későbbi alkotásaiban a groteszk, a humoreszk, illetve a szociológiai jellegű témák felé fordult. A szczecini központi temetőben nyugszik.

## Magyarul megjelent művei
- Várakozás (novella, Galaktika 41., 1981)
- Potestas (novella, Galaktika 80., 1987)

## Fordítás
- Ez a szócikk részben vagy egészben  a   Jacek Sawaszkiewicz című lengyel Wikipédia-szócikk ezen változatának fordításán alapul.  Az eredeti cikk szerkesztőit annak laptörténete sorolja fel. Ez a jelzés csupán a megfogalmazás eredetét és a szerzői jogokat jelzi, nem szolgál a cikkben szereplő információk forrásmegjelöléseként.